# Welschisner

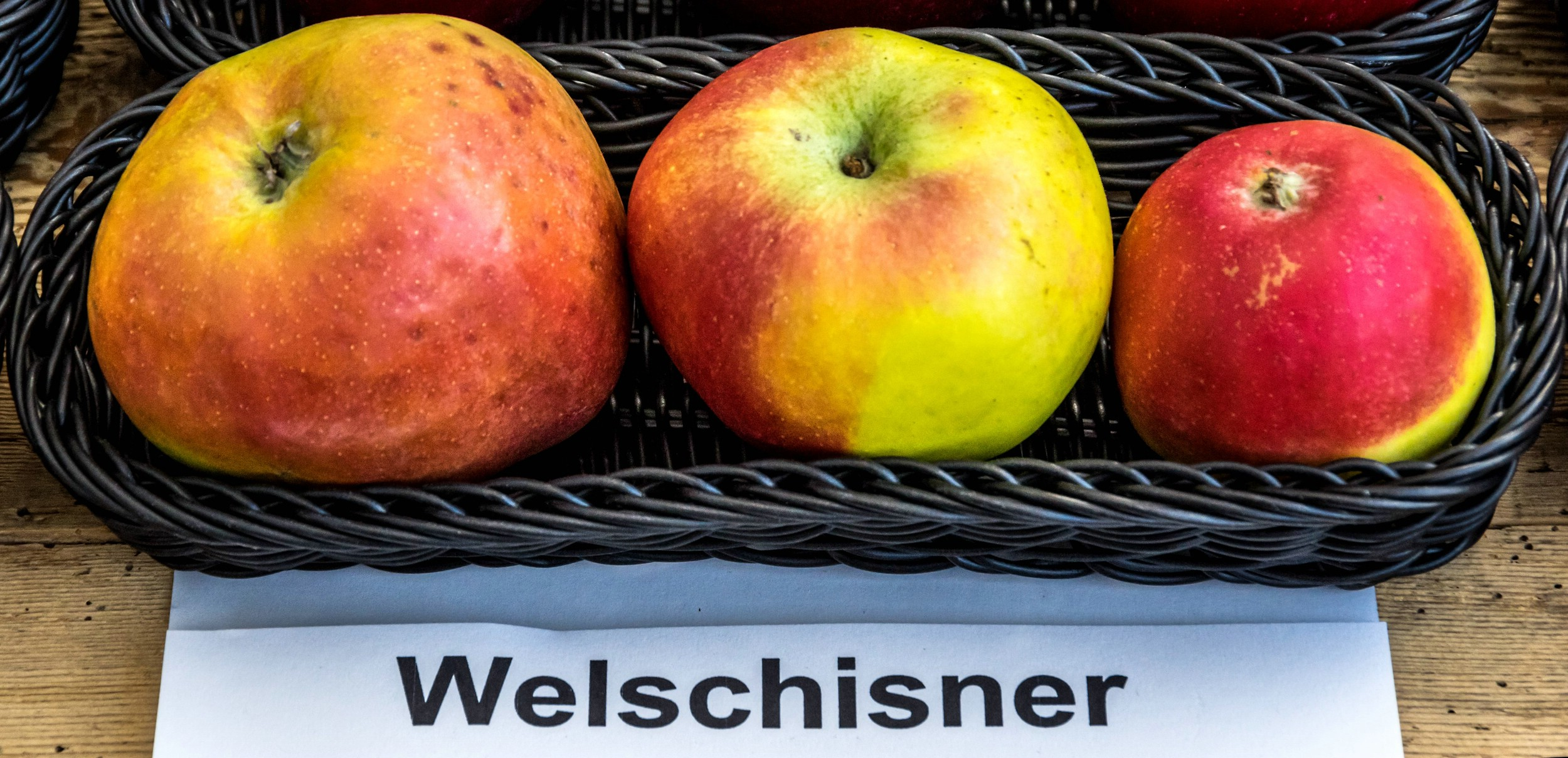
Ansicht der Frucht

Der Welschisner, auch Großer Böhmischer Brünnerling, Welschecker, Steiner oder Welsch Weinling genannt, ist eine Sorte des Kulturapfels.
Der Welschisner ist eine der alten Apfelsorten; er zählt zu den so genannten Wirtschaftsäpfeln. Er ist als Zufallssämling um 1600 in Oberösterreich entstanden und ist eine klimarobuste Sorte, die auch auf schlechten Böden noch gute Erträge bringt. Er eignet sich daher auch für Höhenlagen und für den Anbau auf Streuobstwiesen.
Die Äpfel reifen Mitte Oktober und halten sich bei entsprechender Lagerung bis Mai.
Im September 2009 wurde im Austausch der Museen Freilichtmuseum Finsterau und Muzeum Stredniho Pootavi in Strakonice vom Heimatforscher Martin Ortmeier bei der Wassermühle Podhoslovičký (Muzeum Vodní mlýn Hoslovice) im Böhmerwald auf ca. 600 m n.m. ein Böhmischer Brünnerling gepflanzt, der in Sonndorf bei Hinterschmiding auf ca. 740 m n.m herangezogen worden war.